# Metapanamomops kaestneri
Genre
Espèce
Synonymes
- Micrargus kaestneri Wiehle, 1961

Metapanamomops kaestneri, unique représentant du genre Metapanamomops, est une espèce d'araignées aranéomorphes de la famille des Linyphiidae.

## Distribution
Cette espèce se rencontre en Allemagne, en Pologne, en Finlande, en Ukraine et en Russie,.

## Description
La carapace du mâle holotype mesure 0,64 mm de long sur 0,54 mm.
Le mâle mesure 1,8 mm et la femelle 2,0 mm.

## Systématique et taxinomie
Cette espèce a été décrite sous le protonyme Micrargus kaestneri par Wiehle en 1961. Elle est placée dans le genre Metapanamomops par Millidge en 1977.

## Étymologie
Cette espèce est nommée en l'honneur d'Alfred Kaestner (1901-1971). 

## Publications originales
- Wiehle, 1961 : « Beiträge zur Kenntnis der deutschen Spinnenfauna II. » Mitteilungen aus dem Museum für Naturkunde in Berlin, vol. 37, p. 171-188.
- Millidge, 1977 : « The conformation of the male palpal organs of linyphiid spiders, and its application to the taxonomic and phylogenetic analysis of the family (Araneae: Linyphiidae). » Bulletin of the British Arachnological Society, vol. 4, p. 1-60.